# Universiteitsinstituut voor Kinderrechten
Het Universiteitsinstituut voor Kinderrechten (UK) is een instituut op de campus van de Anton de Kom Universiteit van Suriname (AdeKUS). Het maakt onderdeel uit van de Faculteiten der Juridische Wetenschappen.
Het UK werd op 2 november 2002 opgericht. Het doel is de waarborging van de bepalingen in het Verdrag inzake de rechten van het kind van de Verenigde Naties uit 1990. Sinds de ondertekening door Suriname in 1993 vormt dit verdrag een belangrijke leidraad voor het kinder- en jeugdbeleid in het land. Belangrijk achter de oprichting was toen dr. mr. Y Baal. Het instituut kende ergens vanaf de tweede helft van de jaren 2010 een stille periode tot het in november 2022 geheractiveerd werd, onder voorzitterschap van Maya Manohar. Bij de heropening was een vertegenwoordiger van Unicef aanwezig. Manohar hield zich sinds 1999 beleidsmatig bezig met kinderrechten. Ze zette een aantal bureaus op en is als docent en onderzoeker verbonden aan de AdeKUS.
Naast het doen van onderzoek wil het UK de ontwikkeling van kinderrechten en de rechtspositie van kinderen in Suriname bevorderen. Het onderzoek wordt uitgevoerd door studenten van de universiteit. De resultaten ervan dienen als leidraad om beleid te kunnen maken over kinderrechten. Ook zal de opgedane kennis zoveel mogelijk verspreid worden. Verder geeft het UK gespecialiseerde trainingen en ontwikkelt het ondersteunende activiteiten.